# Südamerikanische Transkontinentalbahn
Tren Bioceánico oder auch Corredor Ferroviario Bioceánico Central, also Zentraler Interozeanischer Eisenbahn-Korridor, kurz Südamerikanische Transkontinentalbahn ist ein staatenübergreifendes Verkehrsinfrastrukturprojekt der Superlative in Brasilien, Bolivien und Peru. Eine 3755 Kilometer lange Bahnstrecke vom Atlantik an den Pazifik soll die brasilianische Hafenstadt Santos durch das tropische Tiefland Boliviens und über die 4000 Meter hohen Anden mit dem Pazifik-Hafen von Ilo in Peru verbinden. Die Kosten für das Projekt belaufen sich auf etwa 4,931 Milliarden Euro, die mit einem dreißigjährigen Darlehen der chinesischen Exim Bank finanziert werden. Ursprünglich sollte der Bau 2019 beginnen, doch war im Sommer 2020 noch nicht mit der Bauausführung begonnen worden.

## Politische und wirtschaftliche Motivation
Da der Ost-West-Handel in Südamerika zur Zeit eher über chilenische Häfen verläuft, erhofft sich Peru durch die Bahn Wirtschaftsimpulse und bessere Exportbedingungen in Richtung Europa. Brasilien möchte sich näher an die boomenden asiatischen Märkte, wie China, Indien und Japan anbinden. Bolivien dagegen beklagt schon lange die durch seine Binnenlage verursachte Isolation von den internationalen Warenströmen. Bolivien wird deshalb die meisten Investitionen tragen, um so Anschluss an Brasilien und den wichtigen Atlantikhafen Santos zu bekommen. Auch würde damit erstmals das Eisenbahnnetz auf dem bolivianischen Altiplano mit der Strecke im Tiefland Boliviens verbunden werden. In ihrer Bedeutung wird die Transkontinentalbahn von den betreffenden Staaten mit den Panamakanal verglichen.
Wirtschaftlich rechnen soll das Projekt sich, weil die etwa viertägige Fahrt über die Strecke 16 Tage Fahrt um Kap Hoorn oder 25 Tage Fahrt durch den Panamakanal ersparte. Die Strecke soll auch für den Güteraustausch zwischen China und Europa interessant sein.

## Technische Parameter
Die Strecke soll in Meterspur gebaut und 3755 km lang werden. Der Scheitelpunkt der Strecke in den Anden soll bei über 4000 m liegen. Am Westende der Strecke müssen auf einer Luftlinie von 50 km 3000 m Höhenunterschied überwunden werden. Hier ist noch nicht entschieden, ob das geschieht, indem hier eine 150 km lange Strecke mit künstlicher Längenentwicklung gebaut wird oder ob ein Streckenabschnitt mit 80 ‰ Steigung eingeschoben wird, der als Zahnradbahn betrieben wird. Im Übrigen soll die maximale Steigung auf 25 ‰ begrenzt werden und der minimale Bogenradius 300 m nicht unterschreiten. Die Höchstgeschwindigkeit soll im Personenverkehr 160 km/h, im Güterverkehr bei 100 km/h liegen. Die zulässige Achslast wurde auf 25 Tonnen festgelegt.

## Projektierter Verlauf
Der Verlauf der Strecke wurde stark diskutiert, von einem Verlauf unter nördlicher Umgehung Boliviens wurde von den meisten Akteuren wegen politischen Drucks aus Bolivien und der vom Bau ausgehenden ökologischen Auswirkungen im brasilianischen und peruanischen Amazonasgebiet Abstand genommen. Auch die Länge der Strecke und damit sowohl Bau- als auch Betriebskosten sind bei einer Einbeziehung Boliviens günstiger als bei dem ursprünglich anvisierten Verlauf.
Die Strecke soll im peruanischen Ilo beginnen und auf dem Altiplano an La Paz vorbeiführen, von dort in Richtung des Ostabhanges der Anden durch Cochabamba und durch das Tiefland im Osten Boliviens nach Santa Cruz und zur brasilianischen Grenze bei Puerto Suárez. Von dort soll sie über Campo Grande bis zum Atlantik zur Hafenstadt Santos führen.
Auf der Strecke soll sowohl Güter- als auch Personenverkehr angeboten werden.

## Geschichte des Projektes
Bereits 2008 gab es in Peru erste Überlegungen, eine Eisenbahnstrecke nach Brasilien zu bauen. Bei seinem Chinabesuch Ende 2013 diskutierte der bolivianische Präsident Evo Morales mit seinem chinesischen Amtskollegen Xi Jinping über die Möglichkeit, eine Bahnstrecke zwischen dem Atlantik und dem Pazifik, von Peru über Bolivien nach Brasilien zu bauen. In Anbetracht einer möglichen Teilfinanzierung durch China wurde von diesem eine Machbarkeitsstudie erbeten. Diese Machbarkeitsstudien wurden 2014 von europäischen und bolivianischen Firmen in Angriff genommen. Dies beinhaltete sowohl ingenieurstechnische Untersuchungen zum Bau der Strecke, wie auch Marktstudien, die mögliche Passagier- und Güterströme ermitteln sollten, strategische Gutachten u. a. zur Finanzierung sowie ökologische Gutachten, über den Einfluss des Projekts auf die Umwelt.
Im Jahr 2015 wurde der Bau in einem Vertrag zwischen Brasilien und China grundsätzlich beschlossen. Auch die deutsche Regierung unterstützt das Projekt und hebt die Qualifikationen deutscher und Schweizer Firmen hervor, die nicht nur den Bau der Strecke übernehmen möchten, sondern auch die Züge liefern und ein System für die Ausbildung der Facharbeiter mitbringen. Es wurde eine deutsch-schweizerische Interessengemeinschaft gebildet, die sich um Aufträge aus dem Projekt an die Eisenbahnindustrie dieser Staaten bemüht.
Im September 2016 wurde von chinesischer Seite geschätzt, dass der Bau der Bahnstrecke etwa 60 Mrd. US-Dollar kosten werde, bolivianische Quellen gingen 2017 dagegen von nur „mehr als 13 Mrd. Euro“ aus. Morales stellte sich den „Traum“ vor, dass die Strecke bis 2025 – zum 200. Jahrestag der Unabhängigkeit Boliviens – fertiggestellt werde.
Deutschland und die Schweiz haben im März 2017 eine Absichtserklärung mit Bolivien unterzeichnet. Mehr als 30 auf den Schienenverkehr spezialisierte Firmen bilden heute das deutsch-schweizerische Kollektiv, das sich an der Realisierung des „Panamakanals des 21. Jahrhunderts“ beteiligen will. Darunter befinden sich Firmen wie Alpiq, Leica Geosystems, Siemens Schweiz, Walo, Stadler Rail und die Molinari Rail AG.
Bei einem Treffen am 20. Juni 2018 einigten sich die Regierungen von Bolivien, Brasilien, Paraguay und Peru über die Reglementierung der geplanten transkontinentalen Strecke. Durch die Beteiligung und die Zustimmung Paraguays können nun die Streckenteile zwischen den Städten Roboré in Bolivien und Carmelo Peralta in Paraguay gebaut werden. Außer den beteiligten Ländern nahm auch eine Delegation aus Uruguay, Vertreter der Botschaften Deutschlands und der Schweiz sowie der Europäischen Union, der Corporación Andina de Fomento (CAF) und der Interamerikanischen Entwicklungsbank (IDB) teil.
Mit einer Bauzeit von sieben Jahren wird gerechnet.
Nach der Wahl von Jair Bolsonaro in Brasilien, der eher der chilenische Regierung von Sebastián Piñera als Bolivien und Peru zugeneigt gilt, und dem Abgang von Evo Morales in Bolivien, ruhte das Projekt ab 2020. Im Juli 2021 bekräftigten die neugewählten Präsidenten Luis Arce (Bolivien 2020) und Pedro Castillo (Peru 2021) die Absicht zur Realisierung des Projekts.